# Bé Cultural d'Interès Nacional

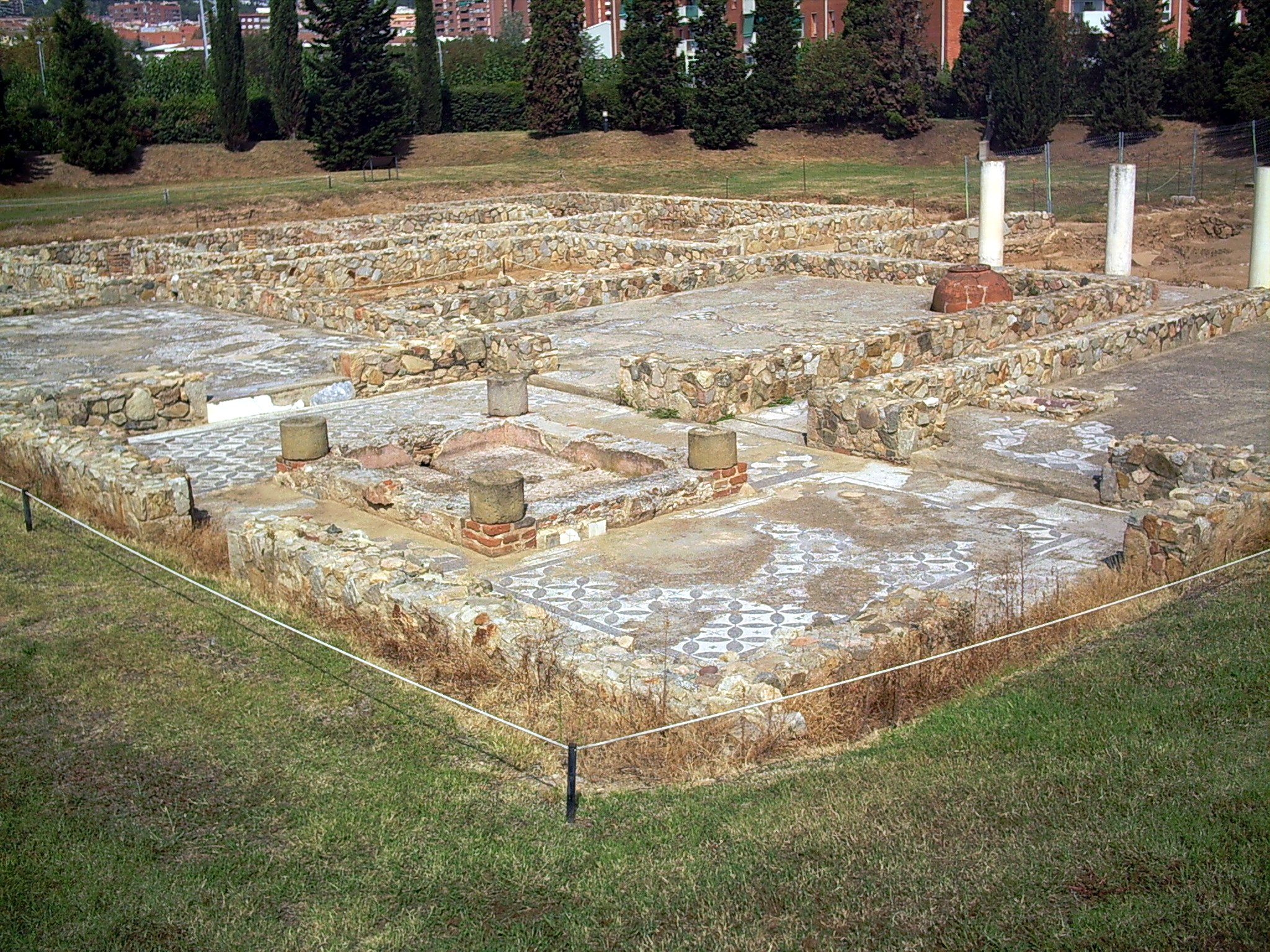
Romeinse villa Can Llauder in Mataró, (eerste en derde eeuw

Bé Cultural d'Interès Nacional, ook wel Bé d'Interès Nacional (afgekort BCIN) genoemd, in het Nederlands Cultureel erfgoed van nationaal belang is in Catalonië (Spanje) de hoogste categorie in de nomenclatuur van het beschermde erfgoed. De lijst wordt bepaald door de administratie van de Catalaanse regering.
Daarnaast zijn er nog Bé Cultural d'Interés Local (BCIL) (erfgoed van lokaal belang) en Espai de Protecció Arqueològica (EPA) (beschermde archeologische site).

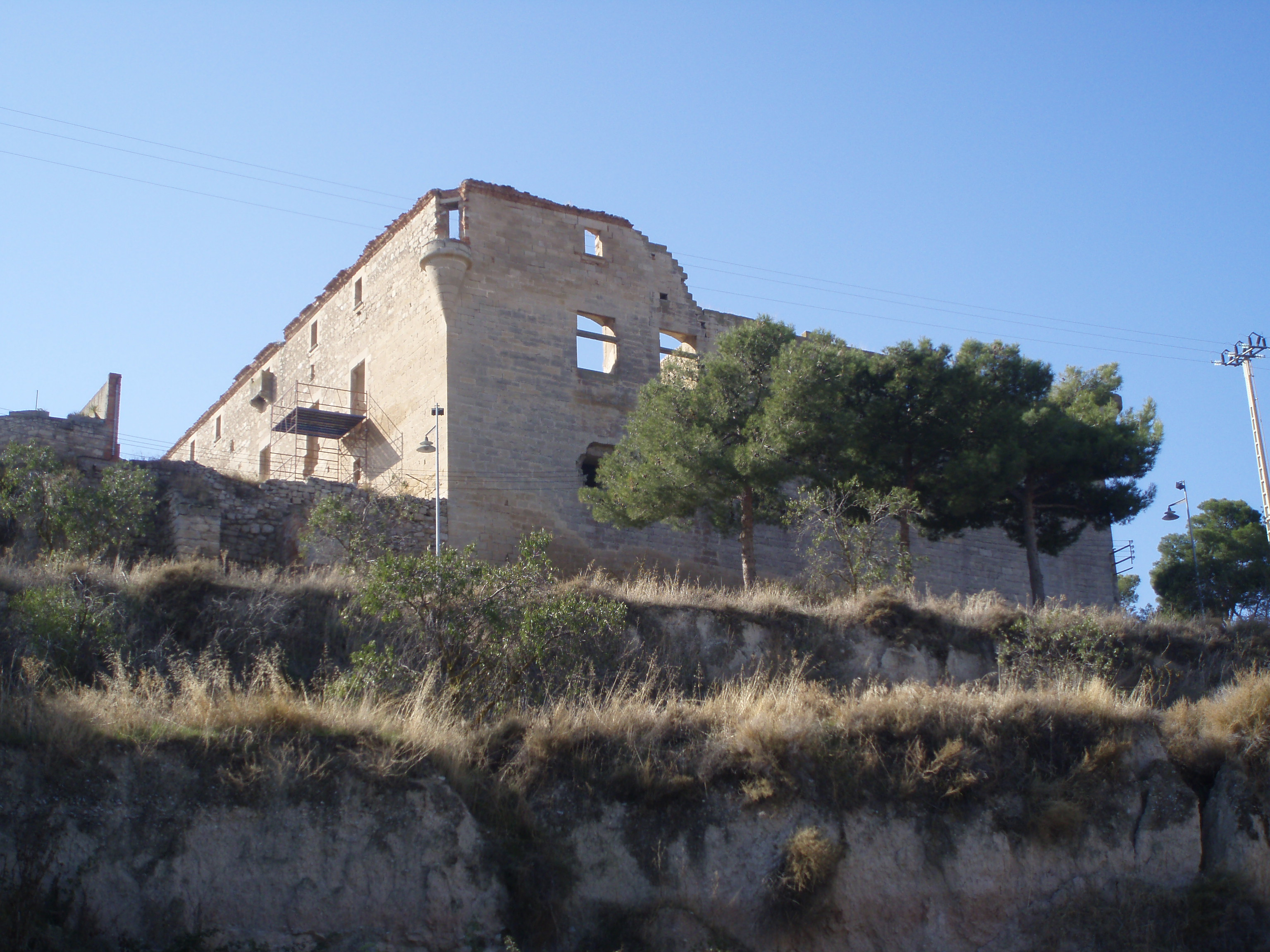
Kasteel Maldà in Urgell

## Categorieën
Het vastgoed wordt onderverdeeld in
- Historische monumenten
- Historische ensembles
- Historische tuinen
- Historische plaatsen
- Zones met ethnlogisch belang
- Zones met archeologisch belang
- Zones met paleontologisich belang

Bij roerend goed kunnen zowel aparte stukken als verzamelingen tot erfgoed van nationaal belang gekeurd worden.

## Lijst van het erfgoed van nationaal belang

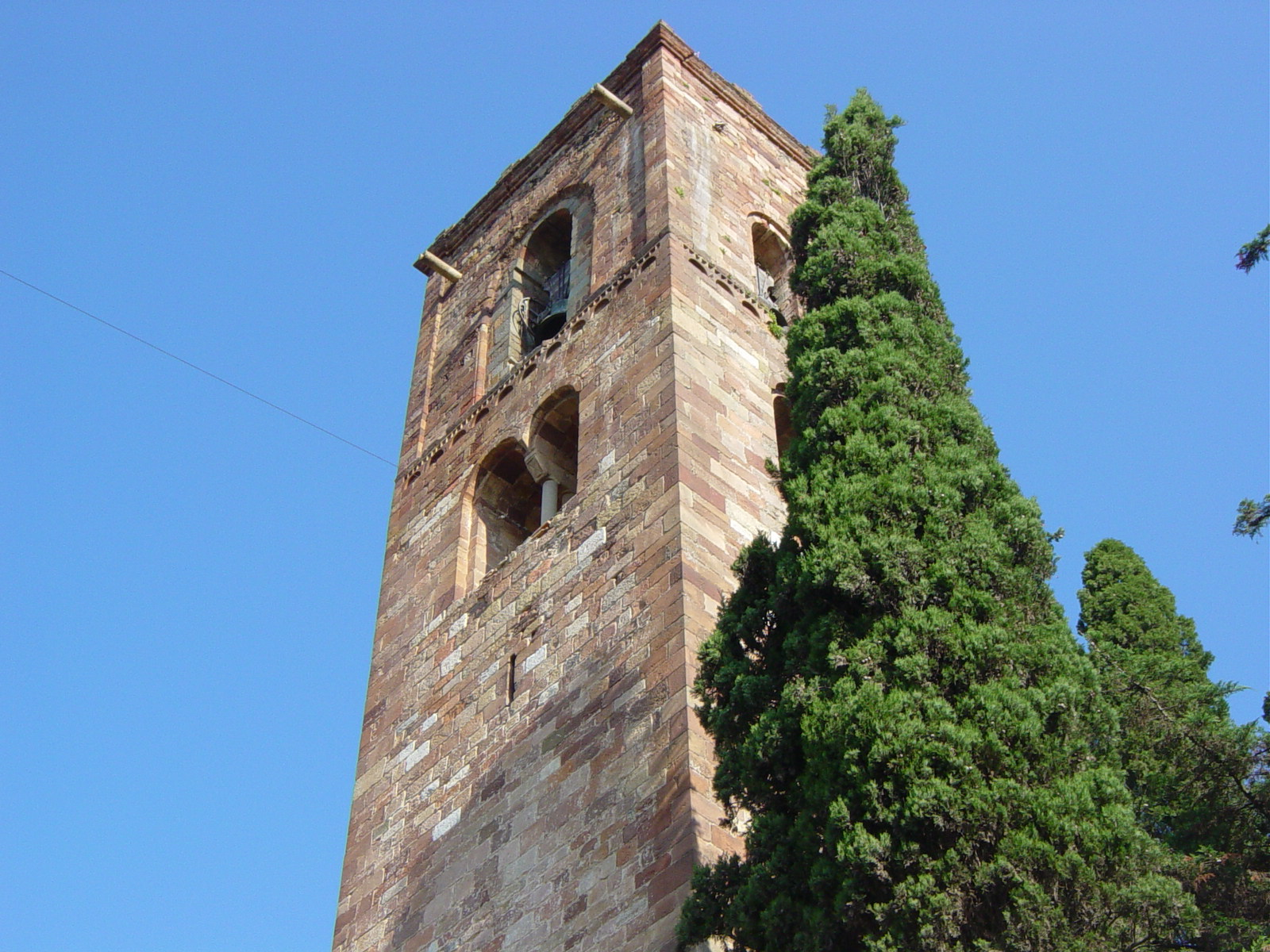
La Força de Vilamajor, in Sant Pere de Vilamajor, 11de eeuw

### Vastgoed
- Baetulo

Barcelona
- het zeilschip Santa Eulàlia
- Sants Just i Pastorkerk

La GarrigaRomeinse villa Can Terrers
Cardona
- Kasteel van Cardona
- Pont del Diable, gotische brug
- Portal de Graells, stadspoort
- Torre de Meer, verdedigingstoren

Hostalric
- Hostalric: dorpskern en versterkte burcht

Santa Coloma de Queralt
- Santa Coloma de Queralt: oude dorpskern

Tarragona
- Amfitheater van Tarraco
- Romeinse stadsmuur
- Aqüeducte de les Ferreres

### Roerend goed
- Erfgoedbibliotheek van de Openbare Bibliotheek Tarragona (1962)
- Het charter met de privilegies van burgers van Cardona (23 april 986)
- Het boek met de privilegies van Cervera (1360-1456)

## Andere categorieën
- Bé Cultural d'Interès Local
- Bien de Interés Cultural
- Bé Immoble de Rellevància Local (Land van Valencia)
- Espai de Protecció Arqueològica
- Werelderfgoed